# كنيسة القديس ألكسندر نيفيسكي ببنزرت
كنيسة القديس ألكسندر نيفيسكي ببنزرت  (بالفرنسية: Église Saint-Alexandre-Nevski de Bizerte)‏ (بالروسية: Церковь Александра Невского) هي كنيسة تابعة للكنيسة الروسية الأرثوذكسية، وتقع في مدينة بنزرت في شمال تونس.
بدأت أشغال البناء في هذه الكنيسة سنة 1938 وانتهت في 1938.

## التاريخ

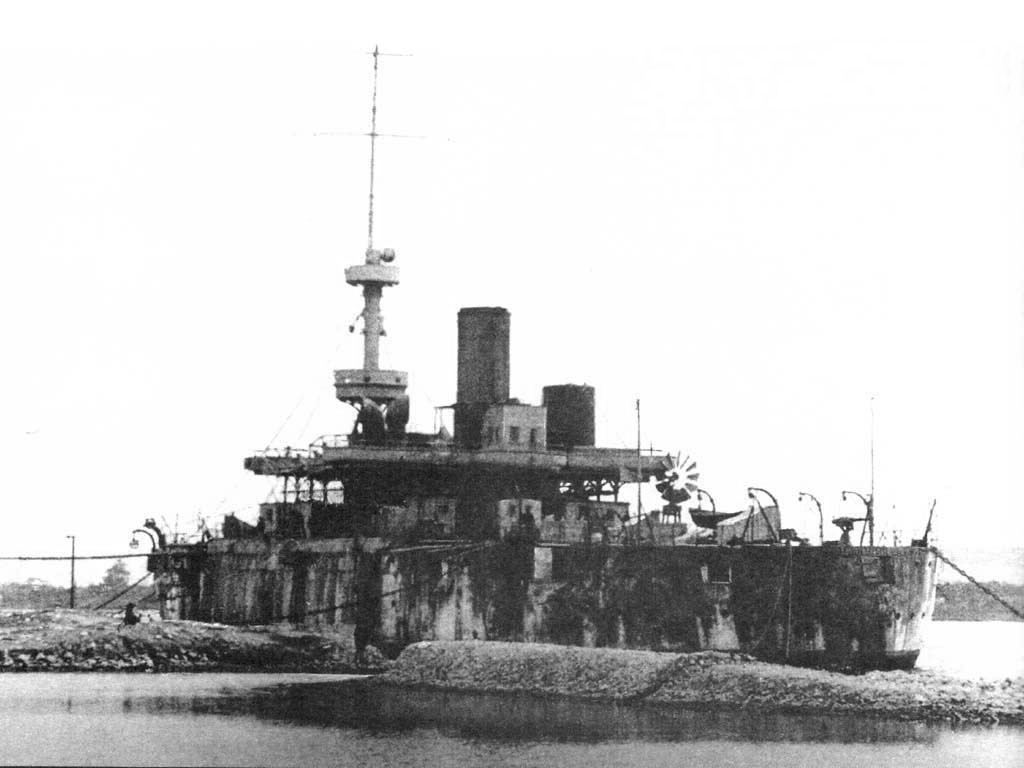
بارجة جورج المنتصر متروكة ومهجورة في بنزرت.

في 1920، 35 سفينة من أسطول الجيش الأبيض الروسي حطت في ميناء بنزرت، أتية من القرم، بعد أن استولى عليها البلشفيون. 13 قسيس عسكري أرثوذكسي كانوا من بين الموجودين على السفن. خدمات الطقوس تم القيام بها في الأول على بارجة جورج المنتصر (اسم يأتي من القديس جورج المنتصر) وفي كنيسة القديس بولس، التي أنشأت في مكان ملجأ قديم في جبل الكبير، وذلك حتى 1925 تقريبا.

أغلب السفن الروسية غادرت نحو فرنسا، ولم يتبقى سوى 700 روسي في بنزرت سنة 1925. تم تقديم خدمات الطقوس في شقة في تونس العاصمة والجالية الرعية وضعت تحت إشراف الكنيسة الروسية الأرثوذكسية خارج روسيا.

بعد تفكيك أو بيع السفن الروسية، لجنة من الروس البيض تكونت من أجل جمع أموال لإنشاء كنيسة لذكرى الأسطول الروسي. السلطات الفرنسية وافقت على ترخيص بناء كنيسة في 1936، وبدأ البناء سنة 1937، والأموال جمعت باسم جمعية أرثوذكس بنزرت، التي أعيد إنشائها. مشروع البناء قدم للمهندس العقيد أن أس سوخاريفكسي (N.S. Soukharjevski).

الكنيسة المطلة على شارع إسبانيا، إنتهت الأشغال فيها في 10 سبتمبر 1938 وفتحت أمام العموم. كرست هذه الكنيسة للقديس ألكسندر نيفيسكي وبنيت على طراز روسي جديد. ألحقت أضرار بالكنيسة عند قصف قوات الحلفاء بين 1942 و1943 وأعيد ترميمها بعد انتهاء الحرب العالمية الثانية. عند استقلال تونس سنة 1956، معظم أبناء الرعية الروسية غادروا البلاد. أخر كاهن أو قس غادر سنة 1962، ولم يبقى سوى عائلتين من الرعية. شيئا فشيئا تم إهمال الكنيسة، ويتم الحتفال باحتفالين فقط في السنة، الأول هو عيد الميلاد، والثاني هو عيد القيامة.
 المحتفلون ينتمون إلى بطريركية الإسكندرية للروم الأرثوذكس لبطريرك الإسكندرية.

منذ نهاية السنوات 1980، شهدت الكنيسة تحركا في نشاطتها ومرتاديها شيئا فشيئا، حيث عدة عشرات من المهاجرين المفقودين من الاتحاد السوفييتي إنتصبوا حول الكنيسة. أساسا هو زوجات تونسيين أصولهم روسية وبيلاروسية وأوكرانية. الكنيسة وضعت تحت حماية جزائية من قبل الكنيسة الروسية الأرثوذكسية في فبراير 1992.

## الداخل
نجد في داخل الكنيسة، لوح من الرخام، منحوت عليه أسماء السفن الحربية التابعة لأسطول الجيش الأبيض الذي حط في ميناء بنزرت. الأبواب الملكية للإيكونوستايس (Anastasia Manstein-Chirinsky) عليهم علم القديس أندراوس، رمز البحرية الإمبراطورية الروسية، حيث أن العلم كان على متن بارجة جورج المنتصر.
 
المجلس البلدي لبنزرت قرر سنة 2006، تسمية الساحة التي أمام الكنيسة باسم أناستازيا مانشتاين شيرينسكي (Anastasia Manstein-Chirinsky) والتي كانت رسميا على رأس الرعية الروسية في المنطقة وأخر من عاشت ممن جاؤوا في الأسطول الروسي.

## كتب حول الكنيسة
- المحطة الأخيرة: قرن أخر منفية روسية في بنزرت (La dernière escale : le siècle d'une exilée russe à Bizerte)، دار الجنوب، تونس، 2004، لكاتبته أناستازيا مانشتاين شيرينسكي.